# Гусман, Абимаэль
Мануэ́ль Рубе́н Абимаэ́ль Гусма́н Рейно́со (исп. Manuel Rubén Abimael Guzmán Reynoso, подпольный псевдоним Председатель Гонсало (исп. Presidente Gonzalo); 3 декабря 1934 — 11 сентября 2021) — перуанский революционер, основатель маоистской Компартии Перу, известной также как «Сендеро Луминосо» (исп. Sendero Luminoso; «Сияющий путь»); профессор философии.

## Биография
Абимаэль Гусман родился в Мольендо, портовом городке в провинции Ислай на юго-запад от города Арекипы, расположенного на крайнем юге страны. Он был незаконнорождённым сыном процветающего торговца, победившего в национальной лотерее и имевшего шесть сыновей от трёх разных женщин. Мать Гусмана, Беренике Рейносо, умерла, когда её сыну было всего пять лет.
В 1939—1946 Гусман воспитывался в семье покойной матери, с 1947 жил в семье отца и мачехи в Арекипе и учился в частной католической средней школе. В 1953 он становится студентом факультета общественных наук при Национальном университете святого Августина в Арекипе. Товарищи Гусмана по университету описывают его как скромного, застенчивого, дисциплинированного и аскетически отрешённого студента. Защитив диссертации «Кантианская теория пространства» и «Буржуазно-демократическое государство», Гусман получил степень бакалавра по философии и юриспруденции.
Увлечённый идеями марксизма, Абимаэль Гусман находился под сильным влиянием идей основателя Коммунистической партии Перу Хосе Карлоса Мариатеги, изложенных в его «Семи очерках перуанской действительности». Вскоре под влиянием ректора Эфрена Мороте Беста он становится убеждённым антиревизионистом и маоистом, после чего подключается к деятельности «Сендеро Луминосо».
Под руководством Гусмана «Сендеро Луминосо» превратилось в одно из крупнейших леворадикальных движений в Латинской Америке. Движение Гусмана неоднократно прибегало к террористическим методам против неприсоединившихся крестьян и профсоюзных лидеров (впрочем, такие же меры активно использовались и перуанским правительством); в США, странах Европы и Перу «Сендеро Луминосо» считается террористической организацией.
12 сентября 1992 в ходе антитеррористической операции, проведённой по приказу президента Альберто Фухимори, Гусман был арестован группой элитного подразделения полиции и вскоре предстал перед судом, на котором был приговорён к пожизненному заключению. Гусман обратился к сендеристам с призывом сложить оружие. Он отбывал заключение на военно-морской базе на острове Сан-Лоренсо близ Лимы. По иронии судьбы, рядом с камерой Гусмана, кроме камеры лидера Революционного движения имени Тупака Амару Виктора Полая, были размещены ещё две — предназначенные для их главных оппонентов, в одной из них заключение отбывает Владимир Монтесинос, правая рука Альберто Фухимори, вторая — для самого экс-президента.
После смерти тело революционера кремировали. Его пепел развеяли, чтобы захоронение не стало местом поклонения сторонников этой группировки .